# Amalie Skram-prisen
Amalie Skram-prisen är ett norskt pris som delas ut varje år till ett skönlitterärt verk av Amalie Skram-selskapet i Bergen.
Priset delas ut på Amalie Skrams födelsedag, den 22 augusti, och skall enligt reglerna gå till "en kvinnlig, skönlitterär författare som skriver i Amalie Skrams anda". Det består av ett stipendium på 30 000 norska kronor (2007) och ett diplom i originaltryck av konstnären Ingri Egeberg.

## Pristagare
- 1994 – Liv Køltzow
- 1995 – Bergljot Hobæk Haff
- 1996 – Bjørg Vik
- 1997 – Herbjørg Wassmo
- 1998 – Cecilie Løveid
- 1999 – Marit Tusvik
- 2000 – Eldrid Lunden
- 2001 – Britt Karin Larsen
- 2002 – Hanne Ørstavik
- 2003 – Merete Morken Andersen
- 2004 – Toril Brekke
- 2005 – Margaret Skjelbred
- 2006 – Torunn Ystaas
- 2007 – Linn Ullmann
- 2008 – Cecilie Enger
- 2009 – Ragnhild Nilstun
- 2010 – Mirjam Kristensen
- 2011 – Tove Nilsen
- 2012 – Merethe Lindstrøm
- 2013 – Karin Fossum
- 2014 – Vigdis Hjorth
- 2015 – Helga Flatland
- 2016 – Gøhril Gabrielsen
- 2017 – Marit Eikemo
- 2018 – Aasne Linnestå
- 2019 - Inghill Johansen
- 2020 - Brit Bildøen
- 2021 - Sumaya Jirde Ali
- 2022 - Ingvild H. Rishøi
- 2023 - Trude Marstein

Artikeln är, helt eller delvis, en översättning från Bokmålsnorska Wikipedia.